# Bernhard Crusell

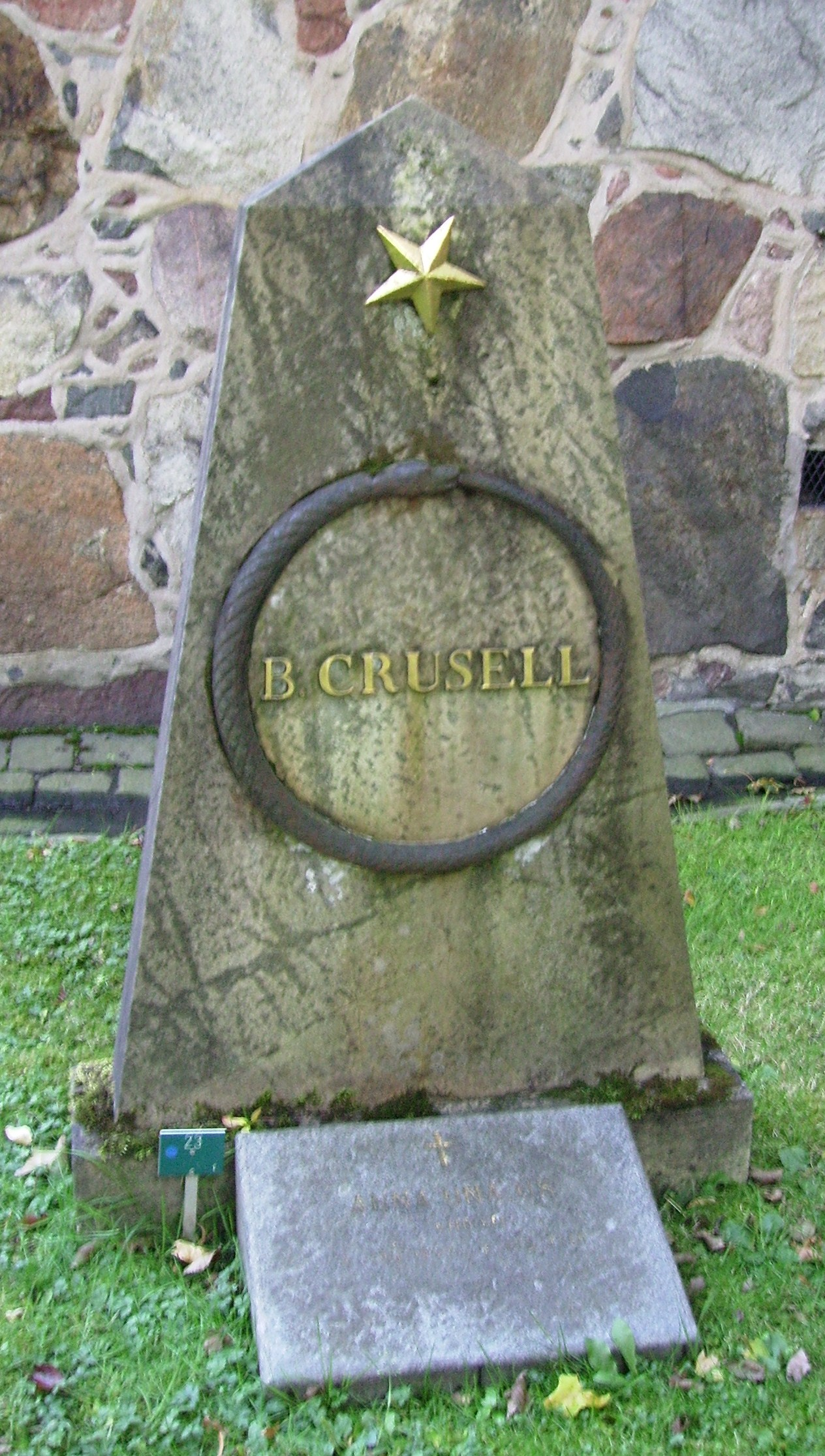
Bernhard Crusells gravvård på Solna kyrkogård.

Bernhard Henrik Crusell, född 15 oktober 1775 i Nystad, död 28 juli 1838 i Stockholm, var en finlandssvensk klarinettist, tonsättare och översättare.

## Biografi
Crusell var son till bokbindaren Jakob Crusell och Margareta Elisabeth Messman i Bertby i Nurmijärvi i Nylands län. Han fick sina första musiklektioner vid åtta års ålder av en pensionerad militärmusiker från Nylands regemente som lärde honom att spela på en klarinett med två klaffar.
Han bodde några år i Tavastehus. Från Sveaborg flyttade Crusell 1791 till Stockholm där han hade basen för sin musikaliska verksamhet resten av livet. Där lärde han sig noter samt språk som tyska och italienska. Han studerade hos Franz Tausch i Berlin och i Paris började han komponera.
Crusell var försteklarinettist i Hovkapellet 1793–1833 och blev där förste kammarmusicus. 
År 1818 utnämndes han till musikdirektör vid första och andra livgrenadjärregementet i Linköping.
Av hans kompositioner är idag verken för klarinett mest kända, framför allt de tre klarinettkonserterna, men även klarinettkvartetterna. På sin tid var sångerna till texter av Tegnér mycket uppskattade, även av skalden själv. Crusells tonsättningar av sånger ur Frithiofs saga blev mycket populära och sjöngs långt efter hans död bland allmogen. Hans sångspel Den lilla slavinnan, baserat på Tusen och en natt, framfördes 34 gånger på Kungliga Teatern under åren 1824–1838, men är sedan länge borta från repertoaren. För manskör skrev Crusell bland annat Hell dig, du höga Nord, som fortfarande framförs då och då. 
Han översatte också framgångsrikt libretton till kända operor, som Barberaren i Sevilla och Figaros bröllop.
Crusell ansågs som virtuos på klarinett och var känd och firad i hela Europa.
Crusell var sedan 1799 gift med Anna Sofia Klemming och svärfar till fagottisten Frans Preumayr.
Crusellbron, som förbinder stadsdelarna Gräsviken och Busholmen i Helsingfors, har fått sitt namn efter Bernhard Crusell. Bron togs i bruk i november 2010.

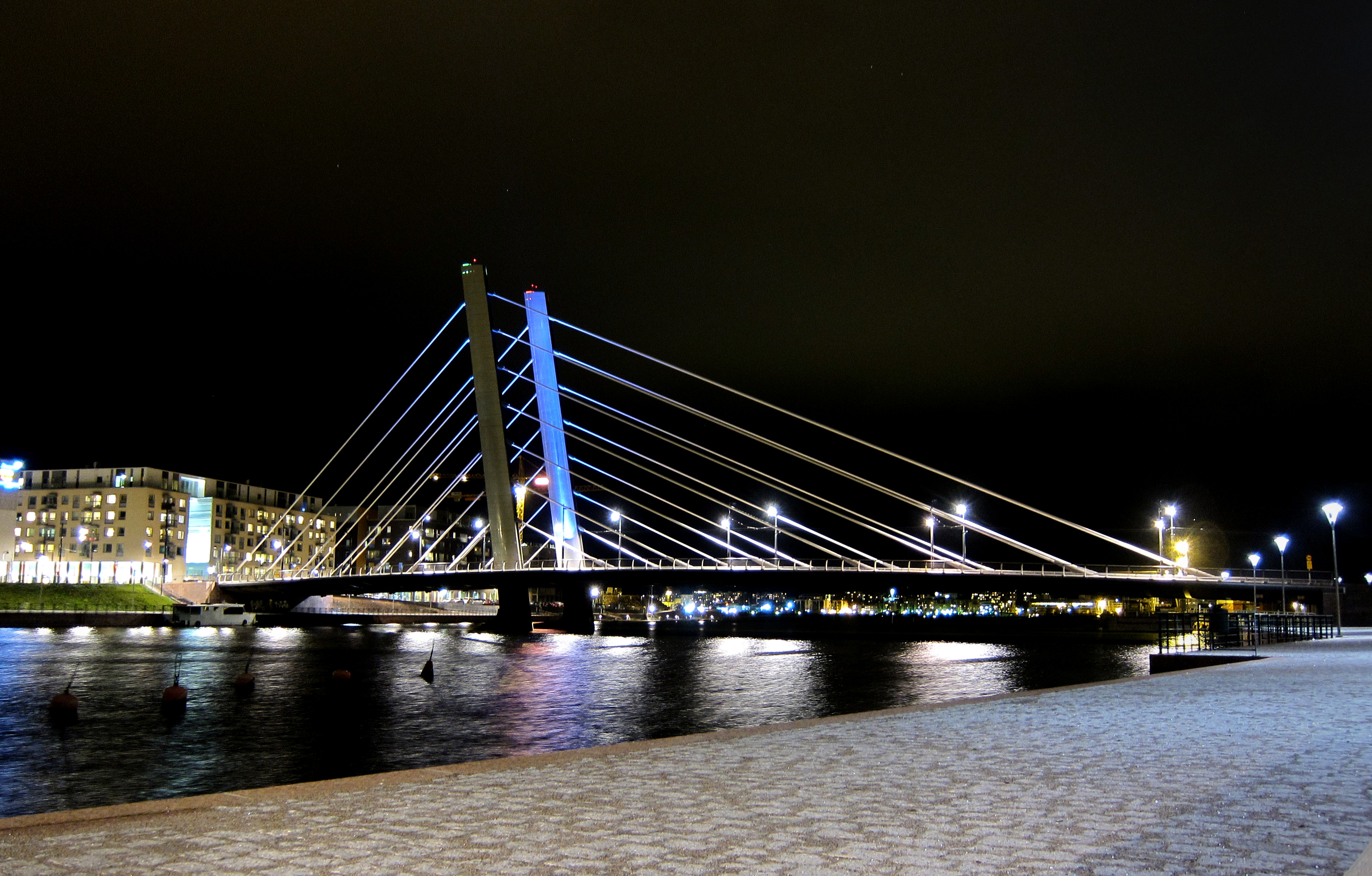
Crusellbron i Helsingfors är uppkallad efter Bernhard Crusell.

## Priser och utmärkelser
Crusell tilldelades Svenska Akademiens stora medalj i guld 1837. År 1801 valdes han in i Musikaliska Akademien och blev 1818 medlem i Götiska förbundet. Han tilldelades även Vasaorden.

## Verkförteckning

### Orkesterverk
- Klarinettkonsert nr 1 Ess-dur, op. 1, ca 1811
- Sinfonia concertante för klarinett, horn, fagott och orkester B-dur, op. 3, ca 1816
- Klarinettkonsert nr 2 f-moll, op. 5, ca 1817
- Klarinettkonsert nr 3 B-dur, op. 11, ca 1828
- Introduktion och air suédois för klarinett och orkester, op. 12, ca 1830
- A la chasse, uvertyr för orkester, utan opusnummer
- Airs Suédois för fagott och orkester (endast solostämma och klaverutdrag), utan opusnummer
- Concertino B-dur för fagott och orkester, utan opusnummer
- Concertino B-dur för klarinett och orkester (endast solostämma), utan opusnummer
- Konsert för valthorn och orkester (sats 1 av K.K. Eder, sats 2-3 av Crusell), utan opusnummer
- Variationer för horn och orkester över Åhlströms visa När jag dricker snillets Gud mig till Amphion förbyter, utan opusnummer

### Kammarmusik
- Klarinettkvartett nr 1 Ess-dur, op. 2, ca 1811
- Klarinettkvartett nr 2 c-moll, op. 4, ca 1817
- Tre duos för två klarinetter (nr 1 F-dur, nr 2 d-moll, nr 3 C-dur) op. 6, ca 1821
- Klarinettkvartett nr 3 D-dur, op. 7, ca 1823
- Flöjtkvartett D-dur, op. 8, ca 1823
- Divertimento för oboe, två violiner, viola och cello, op. 9, ca 1823
- Konserttrio för klarinett, valthorn och fagott, utan opusnummer
- Tre kvartetter för fyra valthorn, utan opusnummer
- Variationer över Göterna fordomdags för tre fagotter och kontrabas, utan opusnummer

### Verk för orgel
- Marsch, utan opusnummer
- Vid Maries första nattvardsgång, utan opusnummer

### Flerstämmiga vokalverk
- De fyra skålarne (Ernst Moritz Arndt), TTBB
- De fyra skålarne Tre mansröster.
- Den siste kämpen (Erik Gustaf Geijer). Deklamatorium för recitation, SATB och orkester
- Det sköna hopp, TTBB
- Ej Nordens gamla stamträd kan förtvina (Magnus Martin af Pontin), TTBB
- Flyttfåglarne (Esaias Tegnér), SSBB [SATB] och piano (1822)
- Gubben Movitz klagar: Min flaska är i kras!, kanon för tre mansröster (1855)
- Göten Barytonsolo, TTB och piano (1824)
- Göterna fordomdags drucko ur horn, kanon för tre mansröster (1855)
- Hjälte som frälsade Skandinaviens del av jorden (Kör). Endast en sopranstämma påträffad.
- Hymn för Greklands befrielse, solo, SATB och piano (1826)
- Hymn: Hell dig du höga Nord (Fredrik Bernhard Cöster), TTBB (1829)
- Jag i Falu skola gått (Johan Olof Wallin), TTBB
- Konungavalet Se även solosånger, Tio sånger ur Frithiofs saga.
- Liv-grenadjärernas Krigs-visa, mansröster
- Livgrenadjär-sång, TTB och piano
- Militärisk sång till H. K. H. Kronprinsen, se även solosånger
- Militär-Sång "lämpad till Glucks musik", mansröster
- Ny militär-sång, mansröster
- Prolog till årsdagen av slaget vid Hogland (Johan Gabriel Oxenstierna). Musik av Crusell och Müller.
- Rings drapa, se även solosånger, Tolv sånger ur Frithiofs saga.
- Serenad. "Kring myrtenskylda fönstrets karm" (Bernhard von Beskow), TTBB
- Serenad. "Slumra! Slumra!", TTBB
- Skandinavisk sång (Johan David Valerius), SATB och piano
- Sköna Rosenberg farväl, TTBB
- Sorg-musik vid parentationen över hovfröken Sophia Silfwersparre, soli, kör och orkester
- Sång den 31 aug. 1821. Vid lägret på Malmen, TTB och blåsorkester. Jfr solosånger, Sångstycken, 2
- Sång för Jämtlands fältjägare (Esaias Tegnér), TTB och "flere jägarhorn i unison" (1822)
- Sång till glädjen (Jonas Magnus Stiernstolpe) TTBB
- Sång till H.K.H. Hertigen av Östergötland. Mansröster
- Sång till H.M. Konungen Se även solosånger, Sångstycken, 2
- Sång vid H. E. Greve v. Platens jordfästning d. 7 febr. 1830, TTBB
- Till Hans K.H. Kronprinsen, mansröster
- Till Hans Maj:t Konungen, mansröster
- Vid Göta kanals invigning den 26 september 1832 (Magnus Martin af Pontin). Deklamatorium med körer.
- Världarnas Gud, TTBB
- Åt varje menighet, TTB

### Solosånger
- Jag har dig åter Air (1809)
- Vänner, glädjens tidevarv är kort (1809)
- Vid bergsrådinnan L. Robsons grav (L.A. Ekmarck) (1819)
- Sångstycken med accompagnement för forte piano (1822)
  - 1. Söndagsmorgonen
  - 2. Herthas barn (Esaias Tegnér)
  - 3. Visa (Slumra ej bort i en onyttig vila)
  - 4. Fragment av Schillers Thekla (Ett svar ur andevärlden) (Friedrich Schiller) (Var jag är, du frågar, flyktig vorden)
  - 5. Glaset och lyran
  - 6. Nöjet
  - 7. Den gamle svensken. En folkvisa
  - 8. Uppmuntran till glädje (Med flöjt ad. lib.)
  - 9. Minne och hopp
  - 10. Sång på högtidsdagen i sällskapet Nytta och Nöje
- Sångstycken med accompagnement för forte piano. 2:dra häftet (1824)
  - 1. Oskuld, sällhet och saknad
  - 2. Gåsen och lärkan (Sopran, tenor och piano)
  - 3. Farväl
  - 4. Kalla händer, varmt hjärta
  - 5. Sång inom präste-ståndet vid en middag den 1 maj 1823
  - 6. Sång till H.M. Konungen (2 tenorer, bas och piano)
  - 7. Militärisk sång till H.K.H. Kronprinsen (2 tenorer, bas och piano)
- Tio sånger ur Frithiofs saga satta i musik och tillägnade Frithiofs skald (Esaias Tegnér) (1826)
  - 1. Frithiof och Ingeborg
  - 2. Frithiof spelar schack
  - 3. Frithiofs lycka
  - 4. Ingeborgs klagan
  - 5. Frithiof går i landsflykt
  - 6. Vikingabalk
  - 7. Frithiof och Björn (tenor, bas och piano)
  - 8. Frithiof kommer till kung Ring
  - 9. Kung Rings död
  - 10. Konungavalet (4-stämmig manskör och piano)
- Tolv sånger ur Frithiofs saga... Ny upplaga, utökad och förbättrad (Esaias Tegnér) (1827) Nya sånger i denna samling:
  - 5. Frithiof hos Angantyr (inskjuten efter nr 4 i föregående samling)
  - 11. Rings drapa. (4-stämmig manskör; inskjuten efter nr 9, i föregående samling)
- Fågelleken (Esaias Tegnér) (1828)
- Romresan (Esaias Tegnér) (1832)
- Harpan (Gfm. Anders Abraham Grafström) (1832)
- Suck vid målet (Johan Olof Wallin) (1833 el. senare)
- Sång till solen (Esaias Tegnér) (1835)
- Sångstycken till accompagnement för forte piano. 3:dje häftet (1838)
  - 1. Källan
  - 2. Mathilda (Esaias Tegnér)
  - 3. Minne av friherrinnan H. C. Åkerhjelm. (Esaias Tegnér)
  - 4. Årets tider
  - 5. Hjälten, 1813 (Esaias Tegnér)
  - 6. Snuset. Visa
  - 7. Birfilaren
  - 8. Smeden (Johan Olof Wallin)
  - 9. Fiskaren (Gustaf Henrik Mellin)
- Tre sånger av Johan Ludvig Runeberg (1838)
  - 1. Vid en väns död
  - 2. Över ett sovande barn
  - 3. Svanen
- Le souvenir. Romance (otryckt)
- 4 romances (otryckta)
  - 1. La lampe (Ségur)
  - 2. Les regrets
  - 3. La resignation (De Genlis)
  - 4. Eolsharpan.
- Parentationssång över Bellmanssångaren Raab Kantat för tenor och orkester

### Sceniska verk
- Kupletter ur Skomakaren i Damas, 1809
- Den lilla slavinnan, sångspel i tre akter (1828). Libretto: René Charles Guilbert de Pixérécourt, översatt av Ulrik Emanuel Mannerhjerta (1775–1849) och Gustaf Lagerbjelke.

## Översättningar
- Alphyddan.[10]